# Susana Amador
Susana de Fátima Carvalho Amador (25 de abril de 1967) é uma deputada e política portuguesa. Ela é deputada à Assembleia da República na XV legislatura pelo Partido Socialista, tendo sido também deputada do PS, eleita pelo círculo de Lisboa, na XIV legislatura. Tem uma licenciatura em Direito pela Faculdade de Direito de Lisboa, um mestrado em Ciencias do Direito e da Comunicação, uma pós-graduação em Estudos Europeus e uma especialização em Direito de Asilo.
Foi Presidente da Câmara Municipal de Odivelas entre 2005 e 2015 e Secretária de Estado da Educação no XXII Governo Constitucional. Em 2021, foi eleita presidente da Assembleia Municipal de Loures para o mandato 2021-2025.
Em outubro de 2022, foi acusada pelo Ministério Público do crime de prevaricação de titular de cargo político. Em causa, alega o Ministério Público, está o modelo de Parcerias Público-Privadas Institucionais não apenas da Câmara Municipal de Odivelas, mas também das Câmaras Municipais de Oeiras e Mafra. Entre os acusados, encontram-se  Isaltino Morais, presidente da Câmara Municipal de Oeiras, e José Ministro dos Santos, antigo presidente da Câmara Municipal de Mafra, assim como o proprietário da empresa escolhida para a celebração de contratos de parcerias público-privadas. Em novembro de 2023, a acusação pelo crime de prevaricação foi anulada pelo Tribunal Central de Instrução Criminal, que alegou «insuficiência do inquérito».